# På smällen
Se även graviditet.
På smällen (eng. Knocked Up) är en amerikansk komedifilm från 2007 skriven och regisserad av Judd Apatow.

## Handling
Allison Scott (Katherine Heigl) som jobbar på nöjeskanalen E! har efter en blöt natt på krogen sex med soffliggaren Ben Stone (Seth Rogen). Detta resulterar i en oväntad graviditet.

## Rollista (urval)
- Seth Rogen - Ben Stone
- Katherine Heigl - Alison Scott
- Paul Rudd - Pete
- Leslie Mann - Debbie
- Jason Segel - Jason
- Jay Baruchel - Jay
- Jonah Hill - Jonah
- Martin Starr - Martin
- Charlyne Yi - Jodi
- Iris Apatow - Charlotte
- Maude Apatow - Sadie
- Joanna Kerns - Alisons mamma
- Harold Ramis - Bens pappa
- Alan Tudyk - Jack
- Kristen Wiig - Jill
- Bill Hader - Brent
- Ken Jeong - Dr. Kuni
- Tim Bagley - Dr. Pellagrino
- Loudon Wainwright III - Dr. Howard
- Adam Scott - Samuel - sjukskötare
- Nautica Thorn - "Lap Dancer"
- Steve Carell - sig själv
- James Franco - sig själv